# Gábor Köves
Gábor Köves (* 7. Januar 1970 in Budapest) ist ein ehemaliger ungarischer Tennisspieler.

## Karriere
Köves, der sich auf das Doppel spezialisierte, war vor allem auf der zweitklassigen Challenger Tour erfolgreich. Er gewann in seiner Karriere vier Challenger-Titel. Auf der ATP Tour stand er 1996 in Bologna und 1998 in Bogotá jeweils im Finale, verlor jedoch beide. Bei Grand-Slam-Turnieren kam er nie über die zweite Runde hinaus.
Er nahm an gleich drei Olympischen Sommerspielen teil: 1988 in Seoul, 1996 in Atlanta und 2000 in Sydney. Dabei trat er 1988 und 1996 mit László Markovits sowie 2000 mit Attila Sávolt in der Doppelkonkurrenz an. Im Jahr 1988 trafen er und Markovits in der Auftaktrunde auf die Mexikaner Leonardo Lavalle und Agustín Moreno, die sie besiegen konnten. In der zweiten Runde unterlagen sie den späteren Goldmedaillengewinnern Ken Flach und Robert Seguso aus den Vereinigten Staaten. 1996 schieden sie bereits in der ersten Runde gegen die Südafrikaner Ellis und Wayne Ferreira aus. Bei den Spielen 2000 kam er gemeinsam mit Sávolt ebenfalls nicht über die erste Runde hinaus. Sie verloren in drei Sätzen gegen die Italiener Cristian Brandi und Massimo Bertolini.
Köves bestritt zwischen 1988 und 2001 insgesamt 16 Begegnungen für die ungarische Davis-Cup-Mannschaft. Dabei kam er ausschließlich im Doppel zum Einsatz und konnte 10 seiner 16 Partien gewinnen.

## Erfolge
| Legende (Anzahl der Siege)  |
| Grand Slam                  |
| ATP World Tour Finals       |
| ATP World Tour Masters 1000 |
| ATP World Tour 500          |
| ATP World Tour 250          |
| ATP Challenger Tour (4)     |

### Doppel

#### Finalteilnahmen
| Nr. | Datum            | Turnier | Belag | Partner     | Finalgegner                         | Ergebnis      |
| --- | ---------------- | ------- | ----- | ----------- | ----------------------------------- | ------------- |
| 1.  | 23. Juni 1996    | Bologna | Sand  | Karim Alami | Brent Haygarth Christo van Rensburg | 1:6, 4:6      |
| 2.  | 8. November 1998 | Bogotá  | Sand  | Eric Taino  | Diego del Río Mariano Puerta        | 7:6, 3:6, 2:6 |